# Enver Soobzokov
Enver Soobzokov (en arabe : انفر شوابسوقه, en russe : Энвер Сообзоков), né le 3 mai 1978, à Laguna Beach, en Californie, est un joueur jordanien de basket-ball. Il évolue au poste d'ailier.

## Palmarès
- 3e du championnat d'Asie 2009